# Polypedilum genesareth
Polypedilum genesareth är en tvåvingeart som beskrevs av Jean-Jacques Kieffer 1915. Polypedilum genesareth ingår i släktet Polypedilum och familjen fjädermyggor.
Artens utbredningsområde är Israel. Inga underarter finns listade i Catalogue of Life.